# Ainsi soit je...
Pour l’article homonyme, voir Ainsi soit je... (chanson).
Albums de Mylène Farmer
Cendres de lune
(1986) En concert
(1989)
Singles
1. Sans contrefaçon
Sortie : 16 octobre 1987
2. Ainsi soit je...
Sortie : 4 avril 1988
3. Pourvu qu'elles soient douces
Sortie : 12 septembre 1988
4. Sans logique
Sortie : 20 février 1989

Ainsi soit je... est le deuxième album de Mylène Farmer, sorti le 14 mars 1988.
Composé de dix titres, ce disque dévoile davantage l'écriture de Mylène Farmer qui signe la quasi-intégralité des paroles, sur des musiques de Laurent Boutonnat.
Utilisant une écriture soutenue et imagée, elle continue d'explorer ses thèmes fétiches, comme l'enfance, la mort, le sexe, la religion et les déceptions amoureuses, et rend également hommage à ses auteurs préférés, Charles Baudelaire et Edgar Allan Poe.
Salué par la critique et porté par le succès des singles Sans contrefaçon, Ainsi soit je..., Pourvu qu'elles soient douces et Sans logique, tous soutenus par des clips conçus comme de véritables courts-métrages, il permet à Mylène Farmer d'être la première femme à obtenir un disque de diamant (plus d’un million d'exemplaires vendus) en France.
Grâce à cet album, Mylène Farmer est récompensée d’une Victoire de la musique en 1988 en tant qu'« Artiste de l’année », et le Livre Guinness des records lui accorde une pleine page afin de souligner ses résultats exceptionnels.

## Histoire
Après le succès des titres Libertine (1986) et Tristana (1987), extraits de son premier album Cendres de lune, Mylène Farmer et Laurent Boutonnat se lancent durant l'été 1987 dans l'écriture du deuxième album de la chanteuse.
 
Un premier extrait, Sans contrefaçon, paraît en octobre 1987 et connaît à son tour un très grand succès.
Sorti le 14 mars 1988 et porté par la chanson Ainsi soit je..., l'album est salué par la critique et se classe dès sa sortie dans le Top 10 des meilleures ventes.
 
Avec la parution du troisième extrait en septembre 1988, Pourvu qu'elles soient douces, la chanteuse va alors atteindre les sommets : la chanson se classe n°1 du Top 50 durant 5 semaines, l'album atteint également la première place des ventes, et Mylène Farmer est élue « Artiste de l’année » aux Victoires de la musique.

Un dernier extrait, Sans logique, paraît en février 1989 et permet de maintenir l'album parmi les meilleures ventes durant toute l'année 1989.
La chanteuse entame alors sa première tournée, comprenant une quarantaine de dates, dont sept soirs au Palais des Sports et deux à Bercy qui affichent complet en quelques jours.

## Pochette
La pochette de l'album, signée Elsa Trillat, montre Mylène Farmer assise face à la marionnette du clip de Sans contrefaçon. Le visage tourné vers l'objectif, la chanteuse et la marionnette semblent se regarder comme dans un miroir.

Ornée d'un cadre noir, la photo est dans des tons orangés.

## Liste des titres
| 1.  | L'Horloge                     | Charles Baudelaire | Laurent Boutonnat | 5:03 |
| 2.  | Sans contrefaçon              | Mylène Farmer      | Laurent Boutonnat | 4:07 |
| 3.  | Allan                         | Mylène Farmer      | Laurent Boutonnat | 4:46 |
| 4.  | Pourvu qu'elles soient douces | Mylène Farmer      | Laurent Boutonnat | 4:52 |
| 5.  | La Ronde triste               | Mylène Farmer      | Laurent Boutonnat | 4:13 |
| 6.  | Ainsi soit je...              | Mylène Farmer      | Laurent Boutonnat | 6:18 |
| 7.  | Sans logique                  | Mylène Farmer      | Laurent Boutonnat | 4:30 |
| 8.  | Jardin de Vienne              | Mylène Farmer      | Laurent Boutonnat | 5:17 |
| 9.  | Déshabillez-moi               | Robert Nyel        | Gaby Verlor       | 3:45 |
| 10. | The Farmer's Conclusion       | -                  | Laurent Boutonnat | 2:15 |

## Description des chansons
Avec cet album, Mylène Farmer s'implique davantage dans l'écriture des textes : alors qu'elle n'en signait que trois dans le précédent, elle écrit cette fois les paroles de toutes les chansons, à l'exception de L'Horloge (un poème de Charles Baudelaire) et Déshabillez-moi (une reprise de Juliette Gréco).

Utilisant une écriture soutenue et imagée, elle continue d'explorer ses thèmes fétiches, comme l'enfance, la mort, le sexe, la religion et les déceptions amoureuses, et rend hommage à ses auteurs préférés, Charles Baudelaire et Edgar Allan Poe.
Alors que dans l'album Cendres de lune l'enfance était décrite de façon plutôt malheureuse, la chanteuse l'évoque ici de façon plus espiègle, comme dans Sans contrefaçon (« Dis maman, pourquoi je suis pas un garçon ? ») ou Pourvu qu'elles soient douces (« Ta maman t'a trop fessé »), et souligne l'importance de cette période dans la construction de l'adulte, notamment dans Allan (« D'où vient ta peur du néant, tes pleurs d'enfants ? ») et Sans logique (« L'innocence immaculée de mon âme d'enfant sage »).

Si la religion n'est évoquée que dans Ainsi soit je... et Sans logique, des thèmes plus sombres sont présents tout au long de l'album, comme le temps qui passe (L'Horloge), la déception amoureuse (Ainsi soit je..., La ronde triste), le suicide (Jardin de Vienne) et la schizophrénie (Sans logique).

Les titres Sans contrefaçon, Pourvu qu'elles soient douces et Déshabillez-moi, évoquant tous la sexualité de façon plus ou moins imagée, apportent des notes plus légères à l'ensemble.
Laurent Boutonnat signe toutes les musiques de l'album (à l'exception de la reprise de Déshabillez-moi).
Poursuivant dans un registre pop, ce dernier propose également des sonorités plus ténébreuses pour certains titres (L'Horloge, La ronde triste), presque symphoniques (Ainsi soit je..., Jardin de Vienne), utilisant notamment plusieurs samples.

### L'Horloge

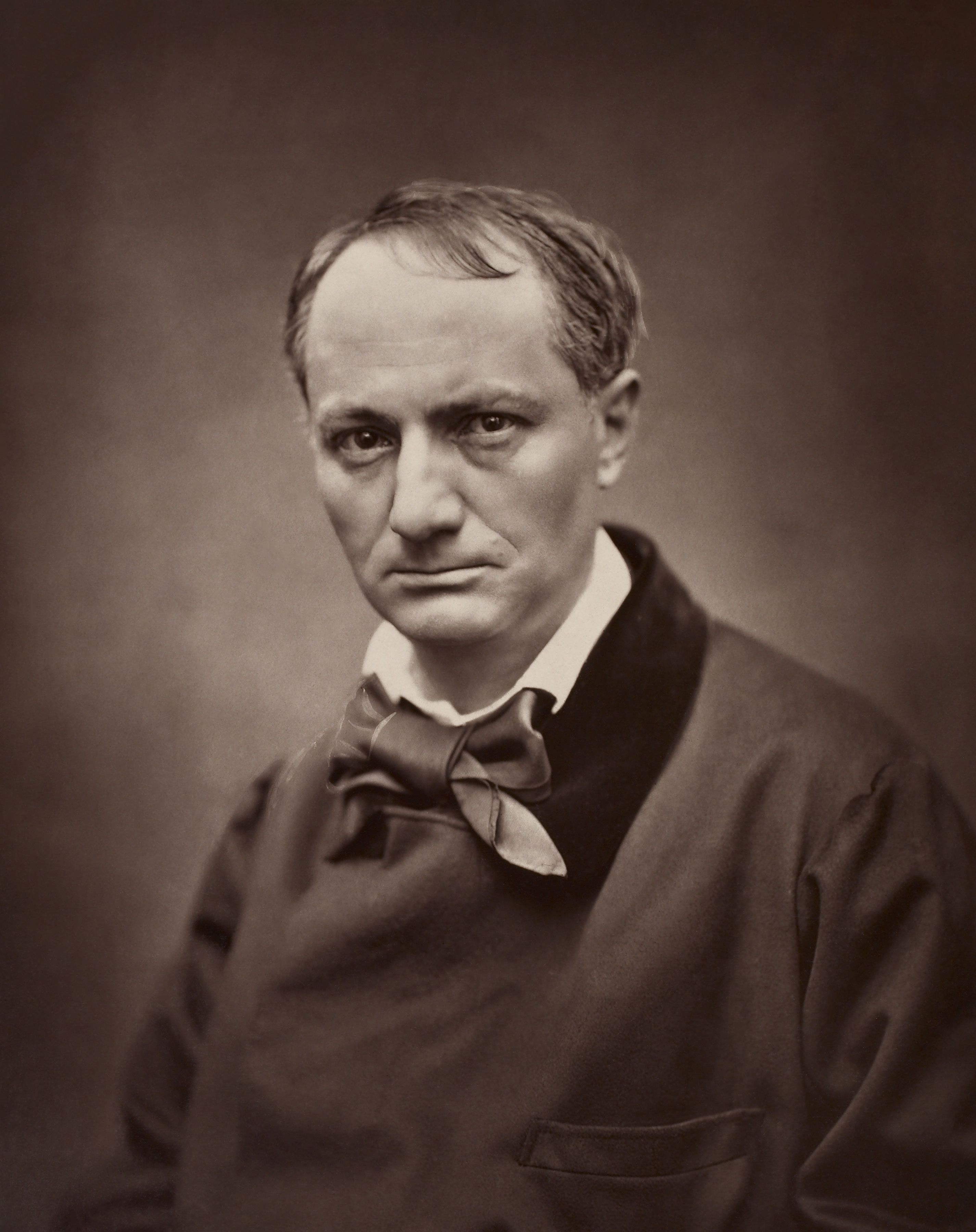
Charles Baudelaire.

S'ouvrant par le bruit mécanique des aiguilles d'une horloge, cette chanson est une mise en musique du poème L'Horloge de Charles Baudelaire, extrait de la section Spleen et idéal du recueil Les fleurs du mal. La structure du poème rappelle celle du temps : 24 vers, comme les 24 heures d'une journée ; chaque quatrain compte quatre vers, comme autant de quarts d'heure. Les rimes sont alternées, rappelant le mouvement de va-et-vient du balancier.
Évoquant le temps qui passe et qui emporte avec lui tous les moments heureux (« Le plaisir vaporeux fuira vers l'horizon », « Les minutes, mortel folâtre, sont des gangues qu'il ne faut pas lâcher sans en extraire l'or »), l'adaptation musicale fait répéter plusieurs fois les mots « Souviens-toi » et « Remember ».

Le poème appuie sur le fait que le combat contre le temps est perdu d'avance : « Souviens-toi que le temps est un joueur avide / Qui gagne sans tricher, à tout coup, c'est la loi / Le jour décroît, la nuit augmente, souviens-toi / Le gouffre a toujours soif, la clepsydre se vide. »

### Sans contrefaçon

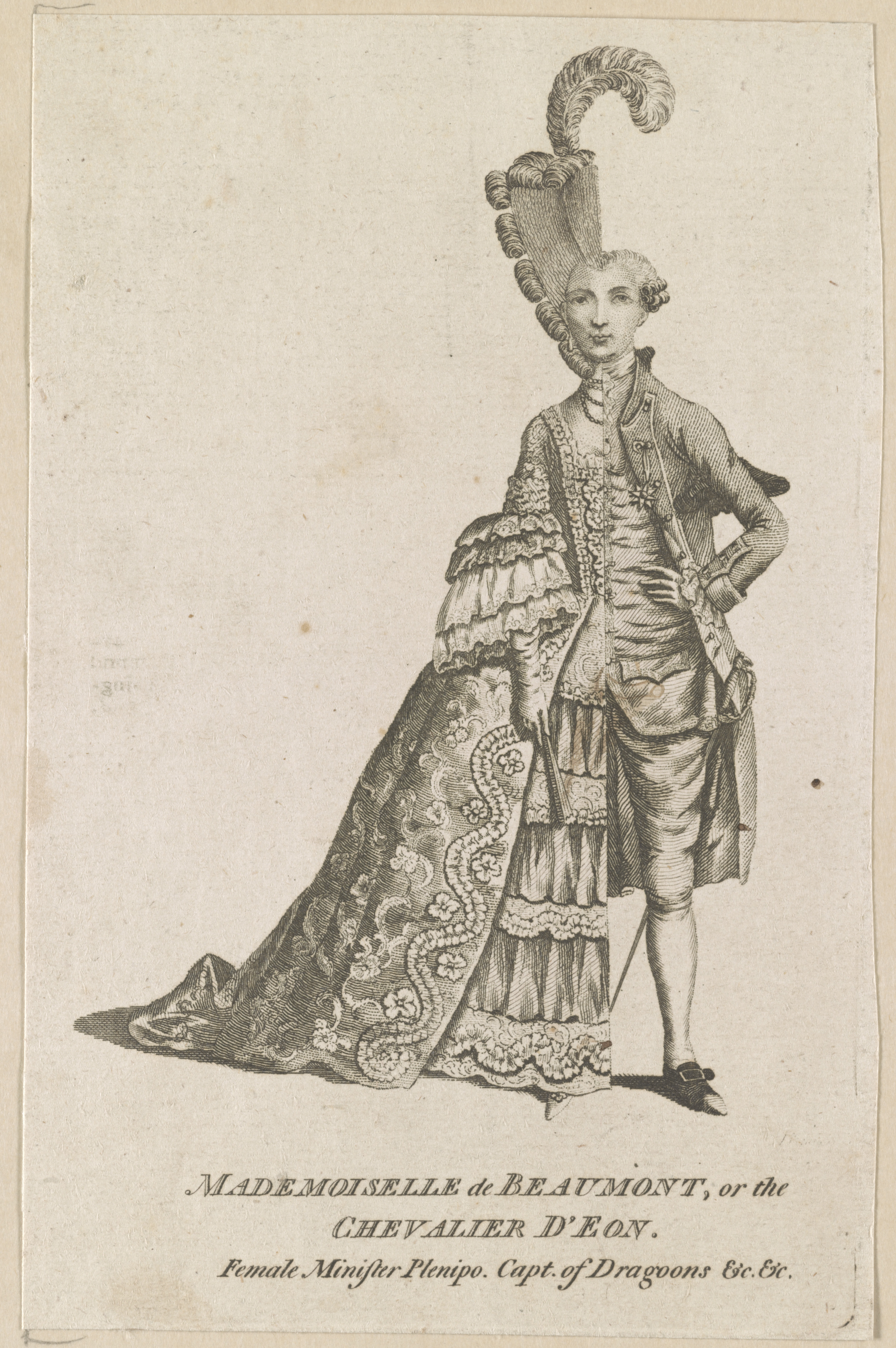
Le Chevalier d'Éon.

Le texte de Sans contrefaçon, qui évoque l'identité de genre, est basé sur la propre enfance de la chanteuse qui était souvent prise pour un garçon à cause de ses cheveux courts et qui, pour que la confusion soit plus troublante, allait jusqu'à mettre « un mouchoir au creux du pantalon ».

Les paroles reprennent cet aspect enfantin (« Dis maman, pourquoi je suis pas un garçon ? », « Prenez garde à mes soldats de plomb »), tout comme la musique très dynamique.
Citant le Chevalier d’Éon (un diplomate, espion et militaire français qui a vécu la moitié de sa vie habillé en femme), la chanson évoque la différence, à la fois au niveau du rejet provoqué (« Tour à tour on me chasse de vos fréquentations ») et de l'acceptation de l'intéressé(e) (« Je me fous bien du qu'en-dira-t-on »).

Les mots Sans contrefaçon font référence à la chanson 3e sexe d'Indochine, sortie deux ans plus tôt (« pour des filles sans contrefaçons, maquillées comme mon fiancé »).

### Allan

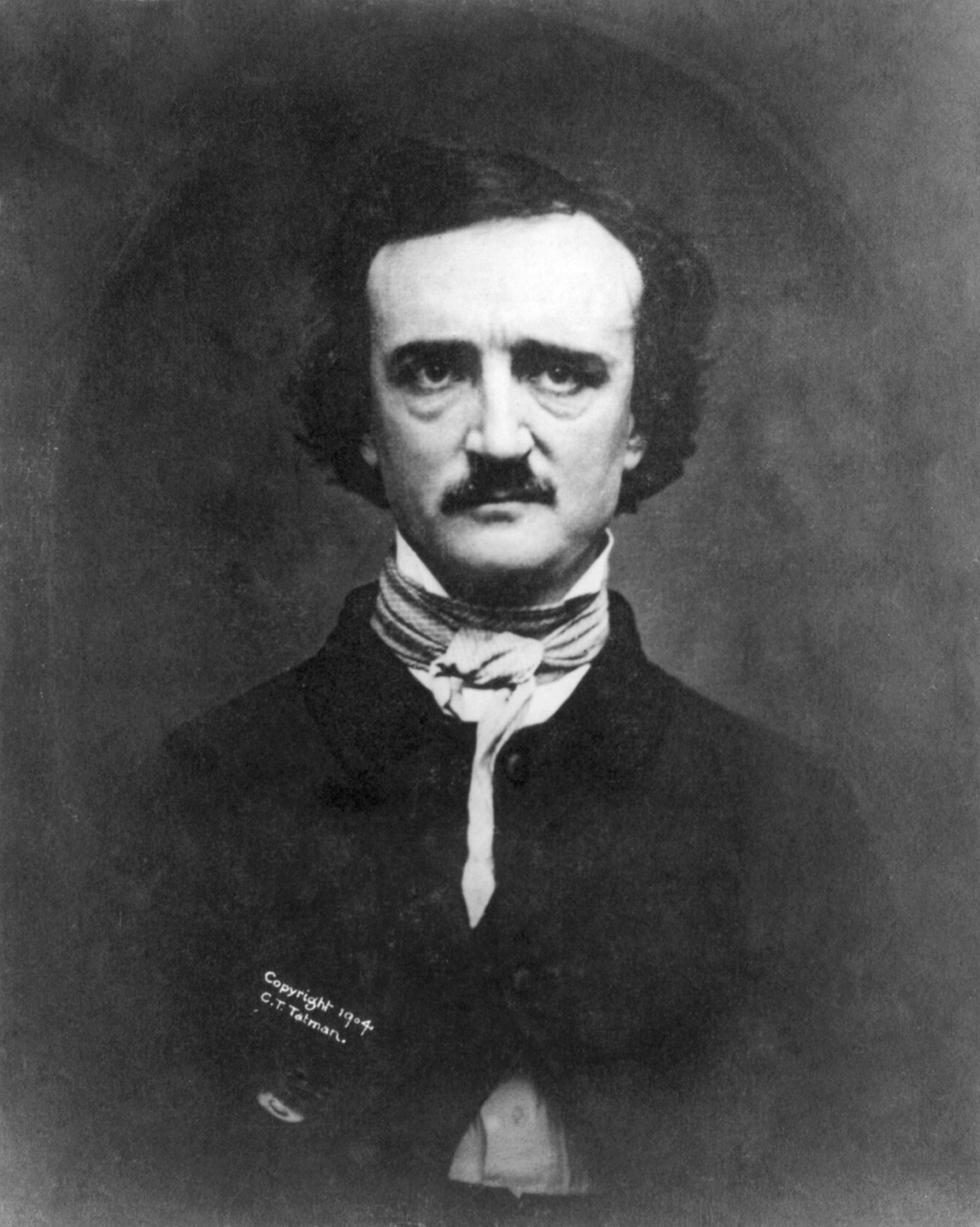
Edgar Allan Poe.

Dans Allan, Mylène Farmer rend hommage à l’écrivain américain Edgar Allan Poe, l'une des principales figures du romantisme américain et l'un des pionniers du roman fantastique. 

La chanteuse fait notamment référence à Ligeia, une nouvelle publiée en 1838 et incluse dans le recueil Histoires extraordinaires, qui fut traduit en français par Charles Baudelaire (« L'étrange Ligeia renaît en moi, de tout mon être je viens vers toi »). Dans cette nouvelle, le narrateur voit le fantôme de sa défunte femme (Ligeia) reprendre vie au travers du cadavre d'une autre jeune femme. La chanteuse décrit notamment cette transition (« L'étrange goût de mort s'offre mon corps, saoule mon âme jusqu'à l'aurore »).
La première phrase de la chanson, « Pauvres poupées qui vont, qui viennent », est d'ailleurs extraite de Ligeia.

### Pourvu qu'elles soient douces

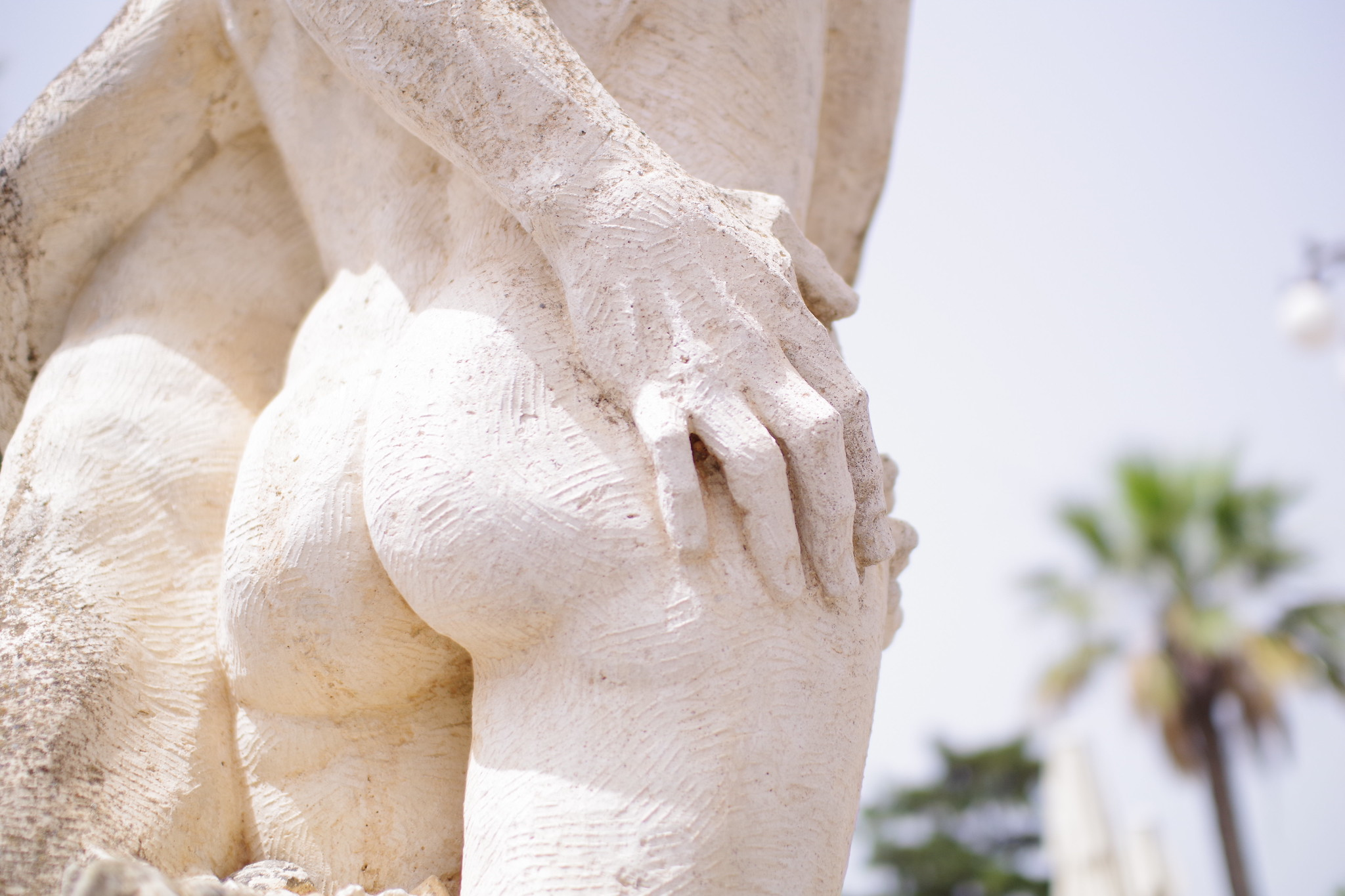
Le texte évoque l'obsession des hommes pour les fesses.

Sur une musique pop, Mylène Farmer écrit Pourvu qu'elles soient douces, un texte à double sens évoquant l'obsession des hommes pour les fesses et la sodomie.
 
Ce texte fait notamment référence au Kamasutra, ainsi qu'à Regard oblique, une série de photographies de Robert Doisneau réalisée en 1948 : le photographe avait exposé dans la vitrine d'une galerie le tableau d'une femme nue, de dos, et s'était caché pour immortaliser les réactions des passants découvrant cette toile.
Selon la chanteuse, le texte « s'adresse à la grande perversion des hommes, du moins celle qu’ils pensent s'accorder ».
Elle le qualifie de « pamphlet écrit comme on se venge... des hommes, des tabous, de l'enfance ».

### La ronde triste
Déjà présente sur la face B du 45 tours de Sans contrefaçon, La ronde triste est une chanson sombre, contenant une boucle musicale sur laquelle Mylène Farmer écrit un texte entièrement en anglais avec peu de paroles, mêlant une complainte (« Please let me dream, let me scream, let me die ») avec une série de « I love you, I love you, I do love you ».

### Ainsi soit je...
Ainsi soit je... offre un texte très personnel et mélancolique qui évoque une rupture amoureuse et qui fait référence à la formule religieuse « Amen » (qui signifie « Ainsi soit-il »).
La première phrase (« Bulle de chagrin, boule d'incertitude ») est inspirée par la chanson Bulles de chagrin de Marie Marie.

Alors que l'orthographe correcte devrait être Ainsi sois-je, la chanteuse décide de l'écrire Ainsi soit je, personnifiant ainsi le pronom Je (tout comme le pronom Tu dans le refrain : « Ainsi soit Je, Ainsi soit Tu, Ainsi soit-Il [...] Ainsi soit ma vie, Tant pis. »).
Pour ce titre, Laurent Boutonnat signe une musique lente portée par des arrangements presque symphoniques.

### Sans logique

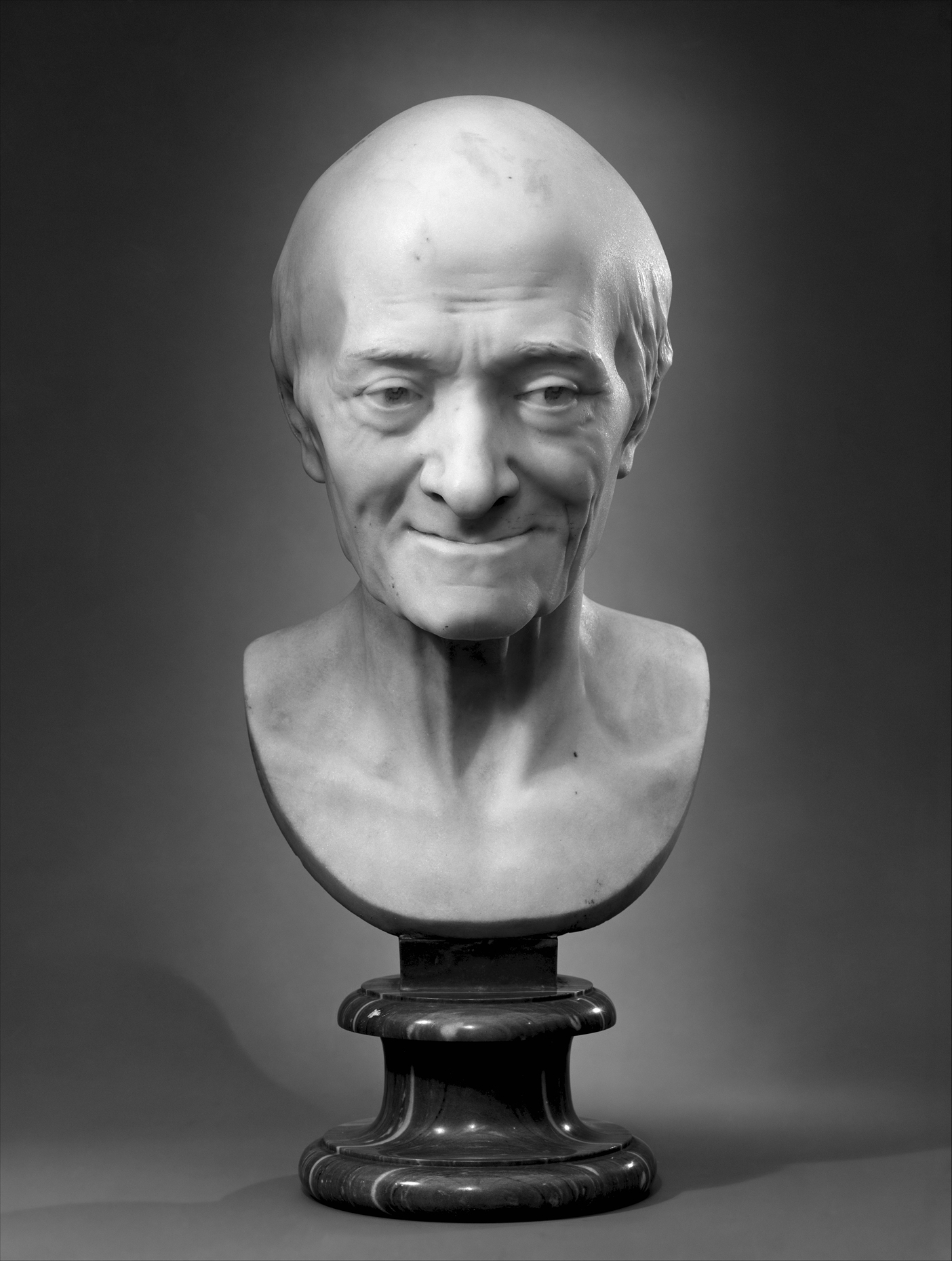
Voltaire.

Pour cette chanson rythmée, Mylène Farmer aborde le dualisme et la schizophrénie.
Selon elle, « c'est le paradoxe satanique et angélique. Ma personnalité et ma dualité, c'est réellement ça. Je peux basculer très facilement d'un extrême à l'autre ».
La chanson commence par la phrase « Si Dieu nous fait à son image », une citation empruntée à Voltaire. L'image de Dieu est rapidement mise en opposition dans une des phrases suivantes avec « le Malin mal habité » (« le Malin » étant un des noms souvent donnés pour désigner le Diable). Cette opposition est également reprise dans le refrain (« Aussi bien Satanique qu'Angélique »).
Lors de l'enregistrement de Sans logique, un problème technique empêche la sauvegarde du morceau, ne laissant qu'un message d'erreur : « This is a blank formatted diskette ».
Laurent Boutonnat transforme alors ce message d'erreur en sample au début de la chanson.

### Jardin de Vienne

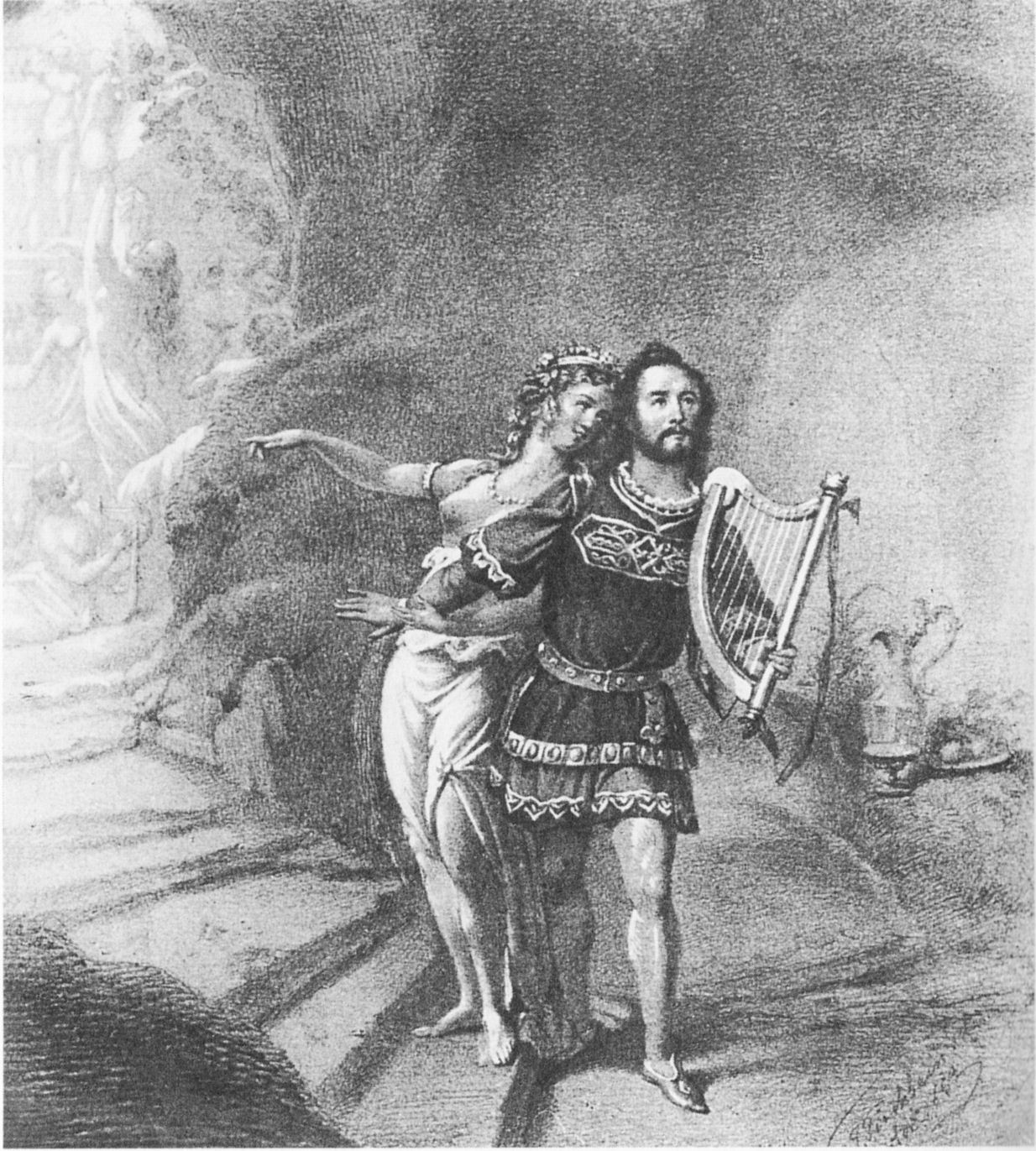
Tannhäuser.

Introduit par un extrait de l'ouverture de l'opéra Tannhäuser de Richard Wagner (qui avait notamment séjourné à Vienne), cette ballade macabre raconte l'histoire d'un jeune homme que la chanteuse a connu et qui s'est pendu dans un jardin à Vienne (« Ton corps balance au vent de soir, comme une danse, un au revoir »).
Elle déclarera : « C’est un acte que je pourrais qualifier de beau, et de courageux, certainement. Dans Jardin de Vienne, je parle de quelqu’un qui habille, qui met en scène son suicide. Là, c’est romantique, esthétique même. ».
La musique, qui comporte plusieurs notes jouées au Shakuhachi et à la flûte de Pan, n'est pas sans rappeler celle de Tristana, qui utilisait déjà cet instrument.

### Déshabillez-moi

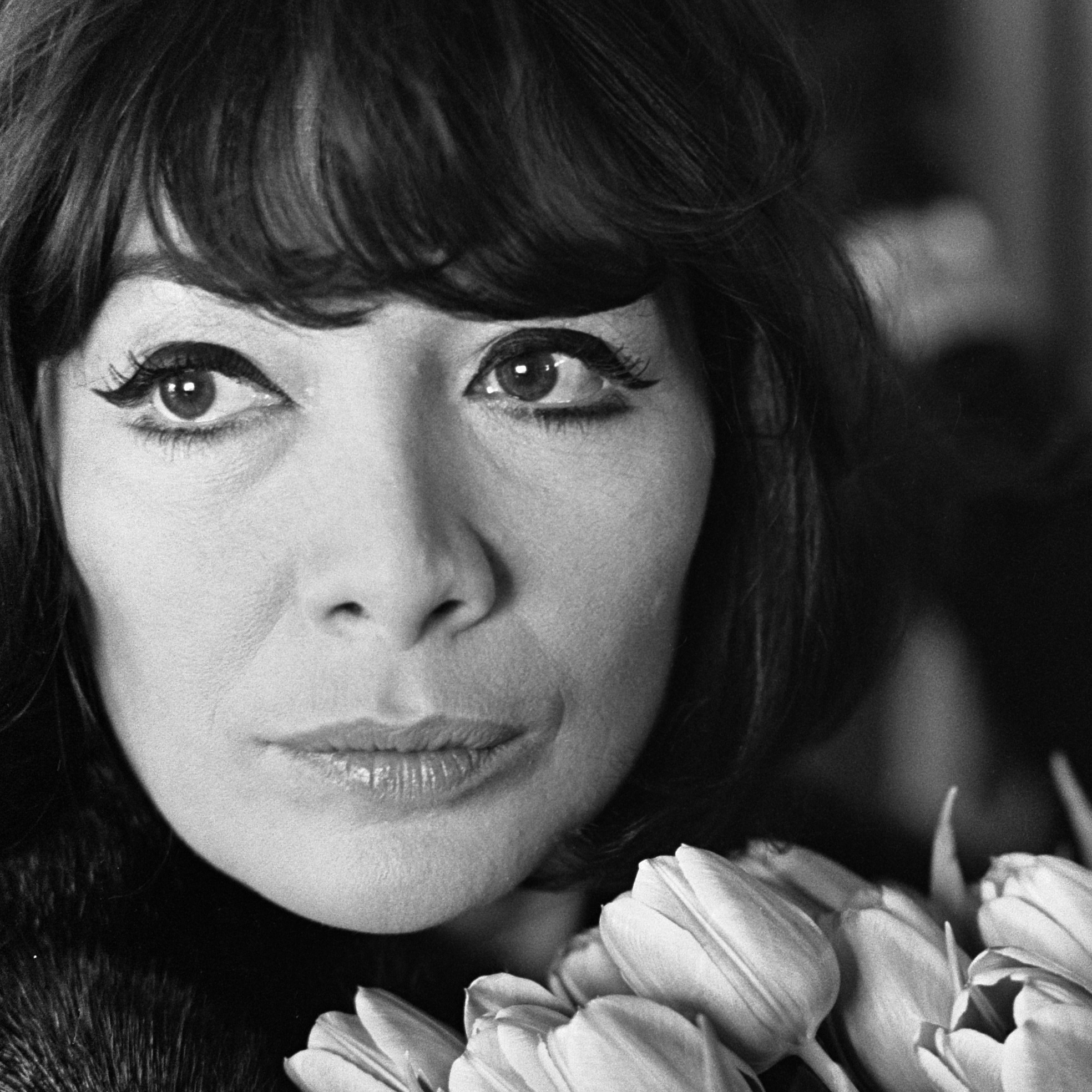
Juliette Gréco.

A la fin de l'été 1987, Mylène Farmer enregistre une reprise rythmée et déjantée de la sulfureuse chanson Déshabillez-moi de Juliette Gréco, qui avait créé le scandale lors de sa sortie en 1967.

Alors qu'elle envisageait de sortir cette reprise en single après le succès de Libertine et Tristana, elle changera d'avis après avoir écrit Sans contrefaçon, optant finalement pour ce dernier.

Après avoir fait figurer sa version de Déshabillez-moi sur le maxi 45 tours de Sans contrefaçon, Mylène Farmer chante sa reprise à la télévision le 21 octobre 1987 pour Les Oscars de la Mode, effectuant une prestation remarquée dans laquelle elle dévoile par mégarde un bout de sein.

### The Farmer's Conclusion
Ce morceau instrumental met en musique des cris d’animaux de ferme, clin d’œil humoristique aux détracteurs qui surnommaient la chanteuse « Vilaine Fermière ».

## Accueil critique
Dès sa sortie, Ainsi soit je... est salué par la critique :
- « Dix chansons divinement subversives et impérieusement dansantes. Un album qui balaye tout sur son passage. » (Club Dial)[16]
- « Au succès d'un corps et d'un talent singuliers, il faut ajouter la qualité poétique des textes, clins d’œil à Baudelaire et Apollinaire, et le sens de la mélodie de Laurent Boutonnat. Superbe ! » (Le Télégramme)[17]
- « Cet album témoigne surtout que Mylène Farmer est aussi un auteur au style précieusement suranné. » (Paroles & Musique)[18]
- « Ce disque est une pure merveille. » (Top 50 Magazine)[19]
- « L'Horloge est indiscutablement une réussite. Les neuf autres titres sont de la même veine. » (Dernières Nouvelles d'Alsace)[20]
- « Mylène fait paraître désuètes et bien ennuyeuses la plupart de ses concurrentes. » (Graffiti)[15]
- « L'univers musical, d'une totale originalité, est magnifié par la voix et la personnalité de la chanteuse dont les textes peuvent être pris, savourés serait-il plus juste d'écrire, à différents degrés. Le tandem Farmer-Boutonnat a réussi là l'album parfait. » (L'encyclopédie de la chanson française)[21]
- « Voix éthérée, ambiance mystique et textes secrets, tout est là pour frissonner de plaisir. Un album qui s'écoute comme on regarde une toile de maître. » (Voici)[22]
- « Chants et chuchotements sensuels, rythmiques synthétiques contagieuses, la production de Laurent Boutonnat, le pygmalion de Mylène Farmer, est irréprochable. Et comme le bonhomme écrit également les musiques et réalise les clips remarquables, la demoiselle prenant l'entière responsabilité de ses textes pervers, on se dit qu'il y a incontestablement du talent dans l'affaire. » (Rock & Folk)[23]

## Singles
Quatre chansons sont sorties en single : Sans contrefaçon, Ainsi soit je..., Pourvu qu'elles soient douces et Sans logique.
Allan a également été publié en single mais dans sa version Live, en tant que premier extrait de l'album En concert en décembre 1989.

### Sans contrefaçon

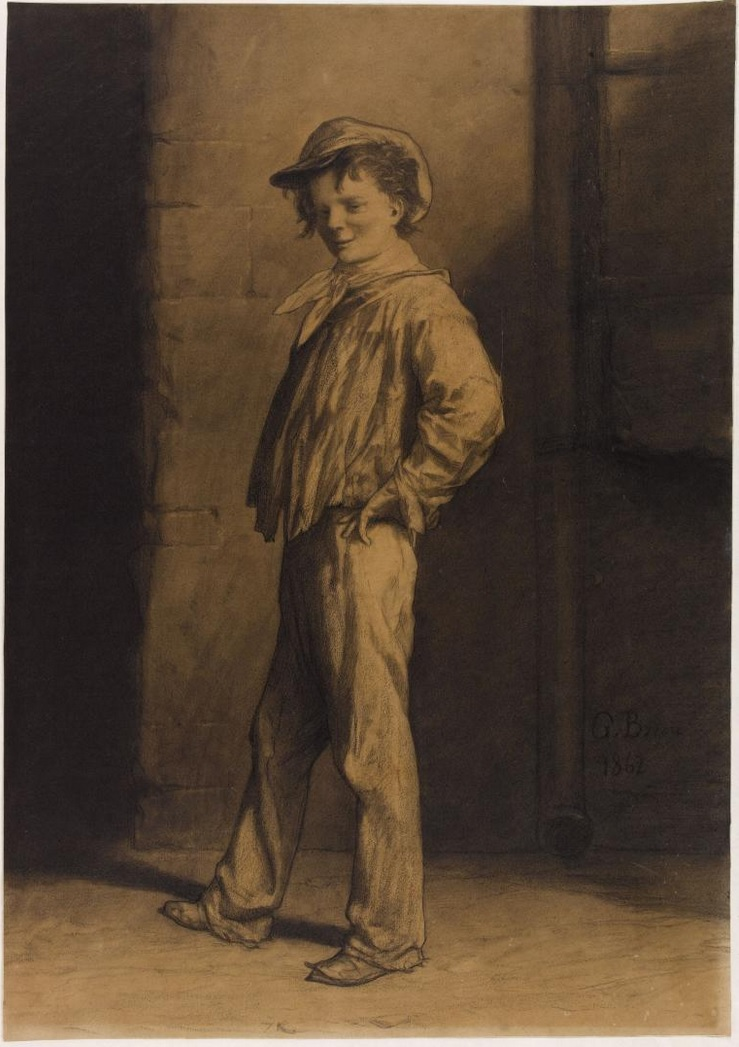
Gavroche.

Ce titre sort en 45 tours le 16 octobre 1987 (cinq mois avant l'album), avec La ronde triste en face B.
Souhaitant un look de Gavroche pour la promotion de ce titre, Mylène Farmer portera une casquette de poulbot sous laquelle elle dissimulera ses cheveux longs, ainsi que des costumes masculins noir et blanc (parfois à carreaux, parfois à rayures).
Réalisé par Laurent Boutonnat, le clip est inspiré du personnage de Pinocchio et de la bande dessinée gothique Le petit cirque.
Mettant en scène une marionnette à l'effigie de la chanteuse, il est nommé en tant que « Meilleur clip de l'année » aux Victoires de la musique 1988.
La chanson connaît un très grand succès (n°1 des diffusions radio et n°2 du Top 50, dans lequel il reste classé durant 22 semaines) et s'écoule à plus de 500 000 exemplaires.

### Ainsi soit je...

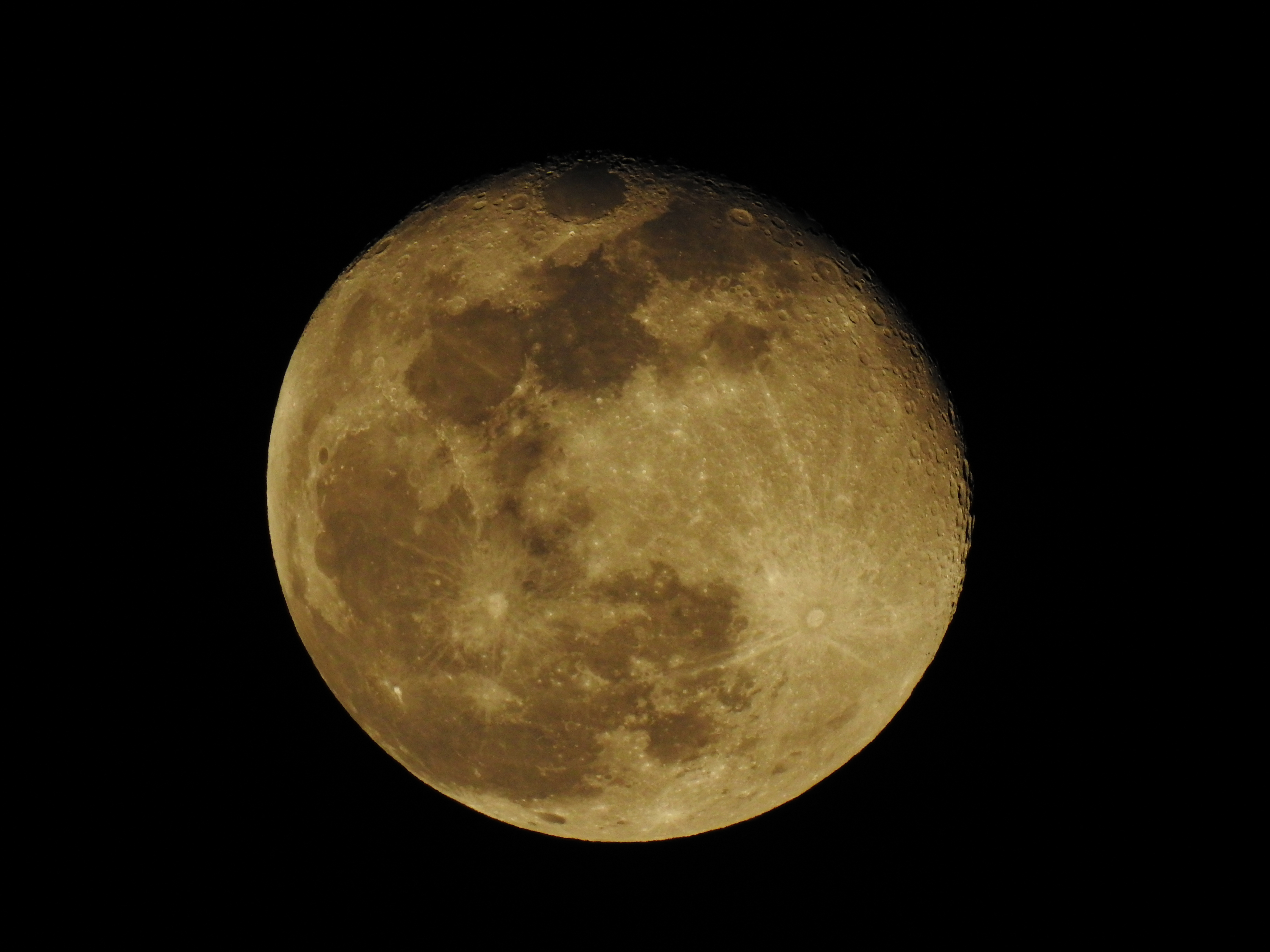
Le clip est tourné dans des tons sépia, sous un décor de clair de lune.

Le 45 tours sort le 4 avril 1988, deux semaines après la sortie de l'album du même nom, et propose une version raccourcie par rapport à la version présente sur l'album.
Ce titre devient ainsi la première ballade de Mylène Farmer à sortir en single.
Le clip, réalisé par Boutonnat, diffère complètement des précédents par sa simplicité.
Tourné dans des tons sépia, il présente Mylène Farmer évoluant dans un paysage nocturne enneigé, faisant de la balançoire sous un clair de lune, entourée d'une biche et d'un hibou.
Bien qu'elle soit moins facile d'accès que les singles précédents, entre son texte mélancolique et ses arrangements symphoniques, la chanson connaît le succès : elle atteint la 12e place du Top 50 au printemps 1988, où elle reste classée durant 14 semaines, et la 5e place des diffusions radios.

### Pourvu qu'elles soient douces

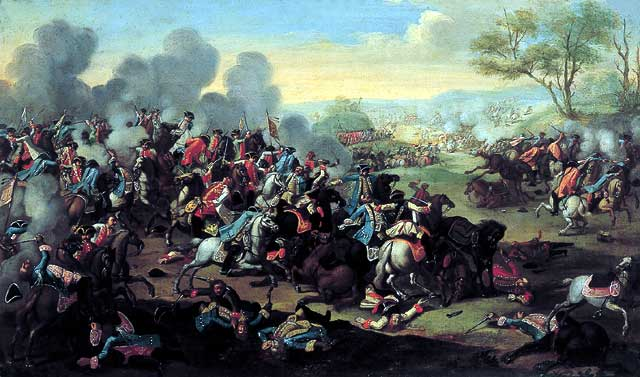
L'action du clip se déroule en 1757, durant la Guerre de Sept Ans.

Sorti le 12 septembre 1988, le 45 tours propose une version remixée plus courte et plus rythmée, proposant un pont musical composé de scratch.
Le clip, qui est la suite de Libertine, bat tous les records : d'une durée de 18 minutes, il nécessite près de 600 figurants et un budget de 3 millions de Francs, pour une reconstitution historique durant la guerre de Sept Ans, au XVIIIe siècle.
La chanson crée la polémique et connaît un énorme succès : n°1 des diffusions pendant deux mois et du Top 50 pendant 5 semaines, elle s'écoule jusqu'à 15 000 exemplaires par jour.
Certifiée disque d'or pour plus de 500 000 ventes en France, elle reste classée au Top 50 durant 23 semaines et permet à l'album de devenir lui aussi n°1 des ventes.
Le 19 novembre 1988, Mylène Farmer reçoit la Victoire de la musique de l'« Artiste féminine de l'année ».

### Sans logique

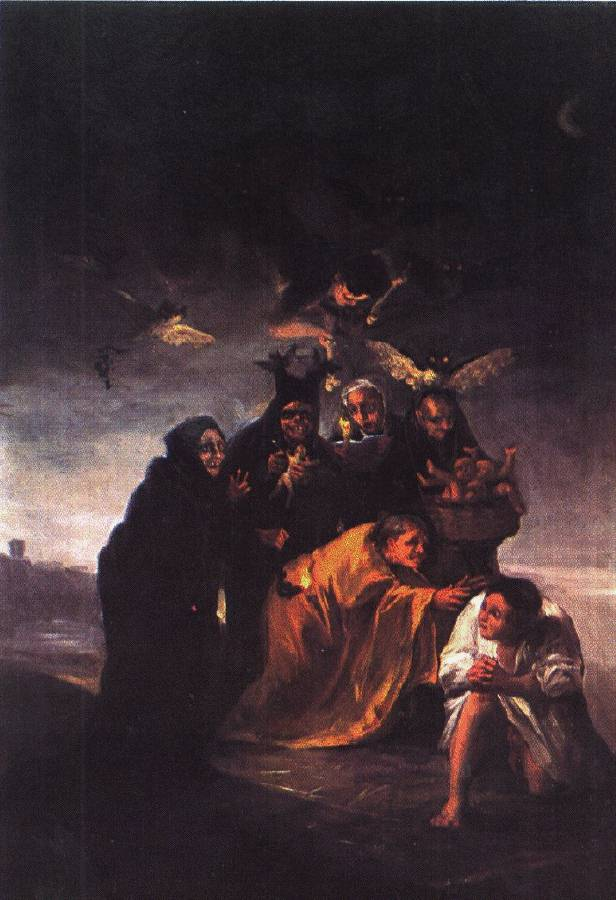
Incantation de Goya.

Sorti le 20 février 1989, le 45 tours de Sans logique propose une version remixée, plus brève et avec plus de guitares électriques.
Le clip, très sombre, présente une corrida humaine et rappelle certains tableaux du peintre espagnol Francisco de Goya (notamment Le Sabbat des sorcières et Incantation).
La chanson connaît le succès en France, atteignant la 10e place du Top 50 au printemps 1989, où elle reste classée durant 15 semaines.
N°1 des diffusions radio, elle est l'une des 10 chansons ayant rapporté le plus de droits d'auteur en 1989 et permet à l'album de se maintenir dans les meilleures ventes tout au long de l'année.

## Classements et certifications
Entré au Top Albums à la 8e place, Ainsi soit je... est certifié disque d'or en juin 1988 et atteint les 400 000 ventes au début de l'automne.

L'énorme succès du titre Pourvu qu'elles soient douces permet à l'album d'atteindre la première place des ventes en décembre 1988.
Il dépasse le million de ventes au printemps 1989 et est certifié disque de diamant : c'est la première fois qu'une chanteuse écoule un album à plus d'un million d'exemplaires en France.

En septembre 1989, le Livre Guinness des records accorde une pleine page à Mylène Farmer afin de souligner ses résultats exceptionnels.
Album féminin le plus vendu en France dans les années 1980, il se vend au total à près de deux millions d'exemplaires.
| Classement                    | Meilleure position |
| ----------------------------- | ------------------ |
| France (Top Albums - 1988)    | 1                  |
| Europe (Top Albums - 1989)    | 10                 |
| Allemagne (Top Albums - 1990) | 47                 |

| Pays     | Certification |
| -------- | ------------- |
| Belgique | Or            |
| France   | Diamant       |
| Suisse   | Or            |

## Crédits
| - Paroles : Mylène Farmer - Sauf L’Horloge (Charles Baudelaire) - Sauf Déshabillez-moi (Robert Nyel) - Musique : Laurent Boutonnat - Sauf Déshabillez-moi (Gaby Verlor) - Production, arrangements et réalisation : Laurent Boutonnat - Prise de son et mixage : Thierry Rogen, assisté de Philippe Colonna - Enregistré et mixé au Studio Mega | - Claviers acoustiques et synthétiseurs : Laurent Boutonnat - Guitares : Slim Pezin - Basses : Bernard Paganotti - Flûtes de Pan et Shakuhachi : Pol Ramirez del Più - Chœurs : Mylène Farmer et les Moines Fous du Tibet - Programmations : Thierry Rogen, Frédéric Rousseau - Management : Bertrand Le Page - Photos : Elsa Trillat - Maquette : Jean-Paul Théodule |